# Ingo Klemen
Ingo Klemen (* 29. Juli 1986 in Wien) ist ein ehemaliger österreichischer Fußballspieler.

## Karriere

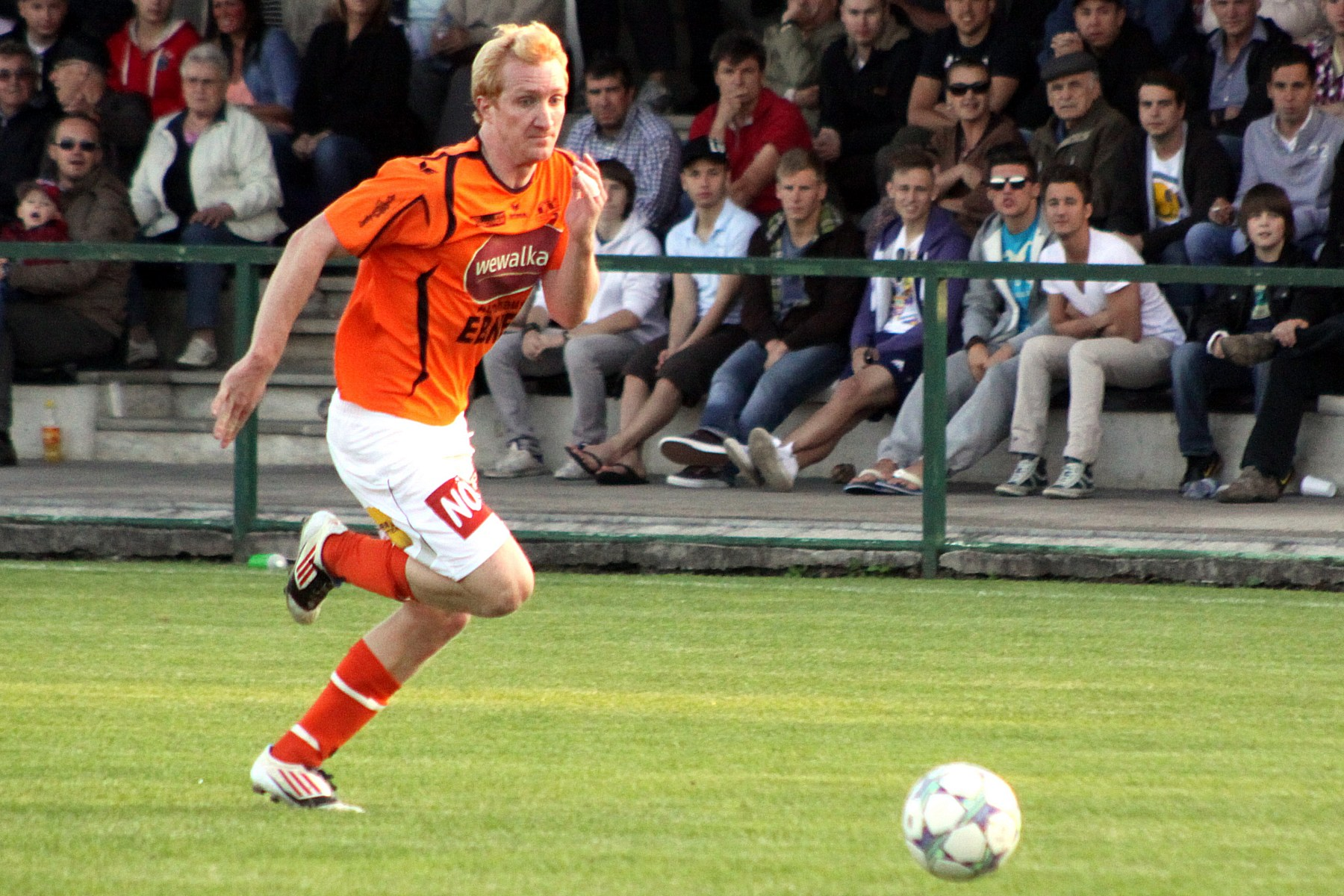
Klemen als Spieler des 1. SC Sollenau (2012)

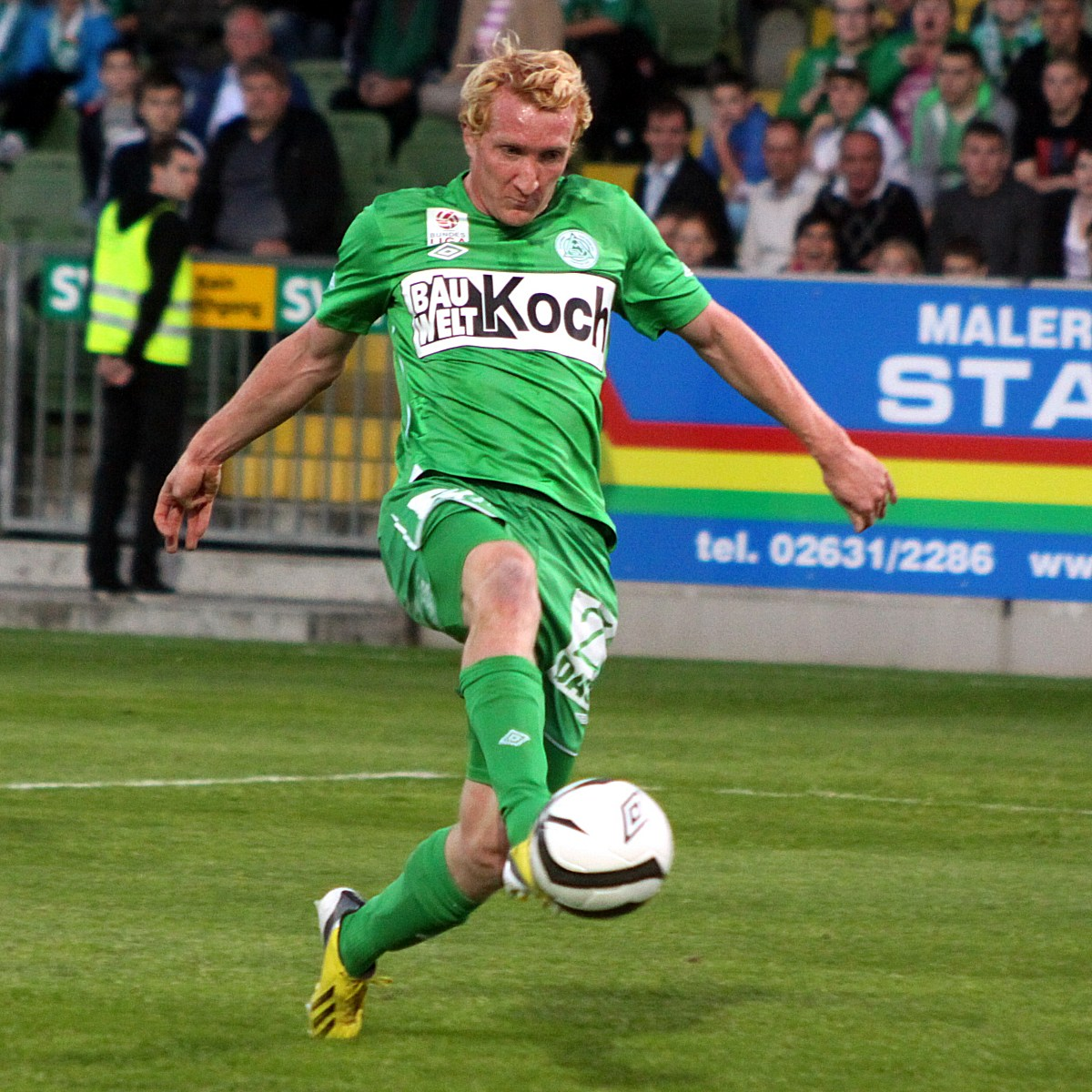
Ingo Klemen in Aktion für die SV Mattersburg (2013)

Klemen begann seine Karriere beim ASV 13 in Wien. 2003 wechselte er in die Jugendabteilung des österreichischen Rekordmeisters SK Rapid Wien, von wo er 2006 zum ASK Baumgarten in die Regionalliga Ost wechselte. Sein Debüt in der dritthöchsten österreichischen Spielklasse gab der Stürmer am 4. August 2006 gegen den SC Eisenstadt. Er wurde in der 86. Minute für den Kroaten Darko Durkov ausgewechselt. Das Spiel in Baumgarten endete mit einem 1:0-Erfolg. Nach nur einer Herbstsaison ging Klemen im Januar 2007 eine Stufe höher zum SC-ESV Parndorf 1919, welcher in der Ersten Liga, der zweithöchsten österreichischen Spielklasse, aktiv war.
Dort gab er sein Zweitligadebüt am 16. März 2007 gegen den TSV Hartberg, als er in der 72. Minute für Matthias Novak eingewechselt wurde. Das Spiel wurde 0:1 verloren. Daraufhin kam er auf einen weiteren Einsatz für die Parndorfer. Danach wechselte er zur Spielgemeinschaft (SG) zwischen dem FC Pasching und dem SV Wallern in die fünftklassige Bezirksliga, bei welcher er auf mindestens drei Ligaeinsätze kam und den Klub in der Winterpause zum Ligakonkurrenten ASV Sankt Marienkirchen an der Polsenz verließ. 2008 ging es weiter zum 1. SC Sollenau, wo er bis 2012 blieb. Mit den Sollenauern schaffte Klemen den Aufstieg in die Regionalliga Ost 2010, wo er in 21 Einsätzen zwölf Tore erzielte.
Nach guten Leistungen in der Regionalliga Ost wurde er Anfang der Saison vom Bundesligisten SV Mattersburg verpflichtet. Nachdem er in beinahe jedem Spiel der Amateure ein Tor erzielt hatte, wurde er in den Kader der ersten Mannschaft unter Trainer Franz Lederer aufgenommen. Dort machte er sein erstes Spiel in der höchsten österreichischen Spielklasse am 22. September 2012 gegen den FC Admira Wacker Mödling, als er in der 77. Minute für Patrick Bürger eingewechselt wurde. Das Spiel in der Maria Enzersdorfer Trenkwalder Arena wurde 1:5 verloren.
Zur Saison 2016/17 wechselte er zum Landesligisten SV Stripfing. Nach drei Jahren verließ er den Klub und schloss sich dem Wiener Stadtligisten ASV 13 an. Dort absolvierte er im September 2019 allerdings nur ein einziges Spiel und beendete seine Fußballkarriere als Aktiver.
Seit Herbst 2021 tritt er in der Diözesansportgemeinschaft für die DSG Spice Balls in Erscheinung.

## Erfolge
- Meister der 1. Niederösterreichischen Landesliga und Aufstieg in die Regionalliga Ost: 2009/10

## Berufslaufbahn
Wie bereits zu seiner Zeit im Amateurfußball ist Klemen heute (Stand: 2023) in der Immobilienbranche tätig und Geschäftsführer mehrerer Unternehmen. Dabei arbeitet er unter anderem eng mit Mario Schöny, der ebenfalls ein ehemaliger Profifußballspieler ist, zusammen. Nebenbei ist Klemen auch mit einer seiner Unternehmungen an einem Gastgewerbe beteiligt und ist mit einem seiner Unternehmen 50-prozentiger Teilhaber des Kosmetikunternehmens The BeautySTAFF GmbH, bei dem auch sein älterer Bruder beteiligt ist, mit Sitz in Wien.

## Privates
Sein älterer Bruder Philip (* 1984) war ebenfalls als Fußballspieler aktiv, kam jedoch nicht über die drittklassige Regionalliga Ost und damit den Amateurfußball hinaus.